# Pat Steir

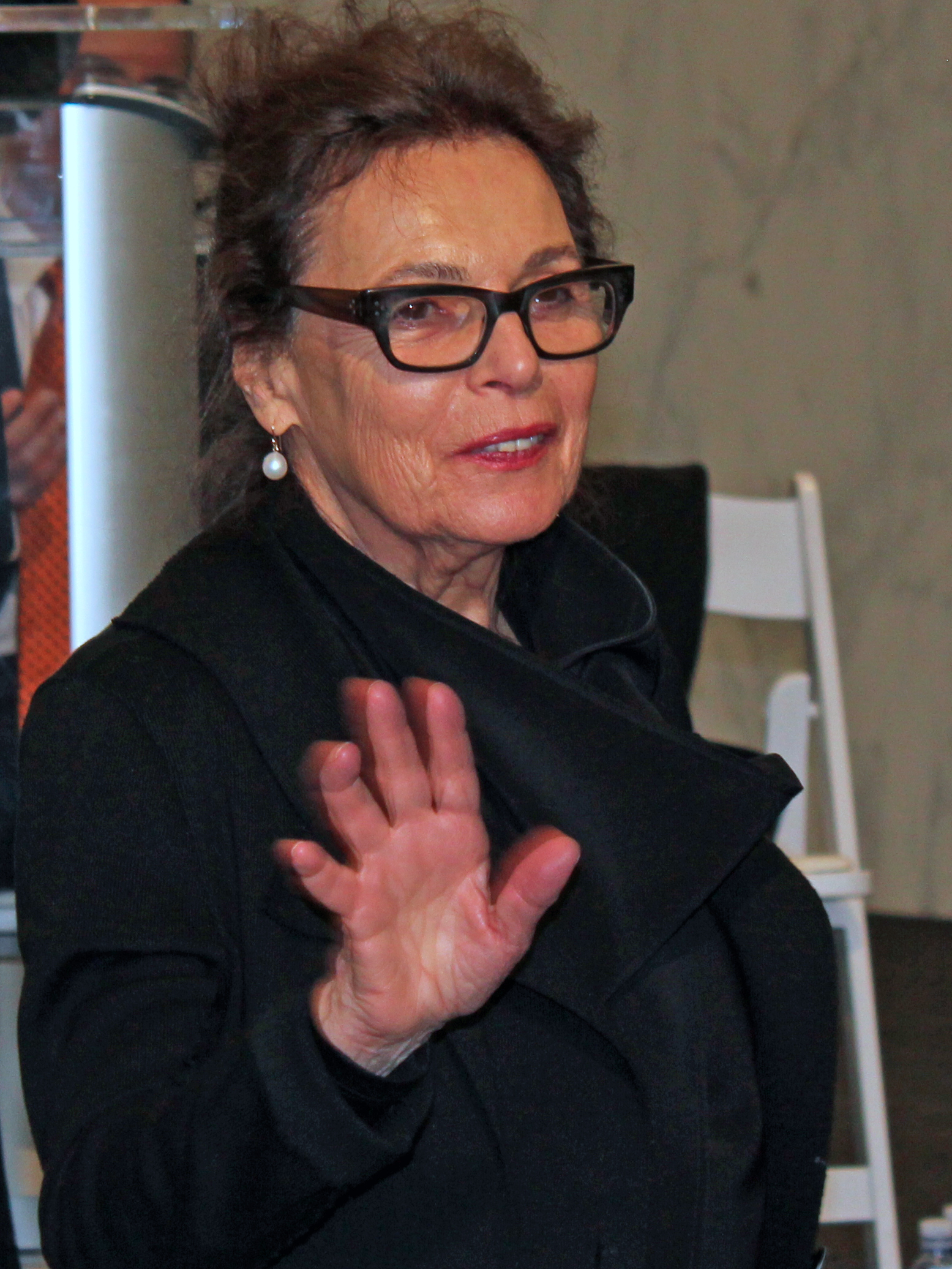
Pat Steir, 2014

Pat Steir (* 10. April 1940 in Newark, New Jersey) ist eine US-amerikanische Malerin, Konzept- und Installationskünstlerin.

## Werdegang
Pat Steir studierte von 1956 bis 1962 Drucktechnik am Pratt Institute und bis 1960 Malerei und Komparatistik am Boston University College of Fine Arts. Ihre Lehrer Richard Lindner und Philip Guston hatten großen Einfluss auf sie und ermutigten sie, ihren eigenen Weg zu finden. Die Lektüre von Voltaire und Leibniz beeinflusste ihr Werk.
1964 nahm Steir an der Ausstellung „Drawings“ im Museum of Modern Art teil. Ihre erste Einzelausstellung fand 1964 in der Terry-Dintenfass-Galerie in New York statt, während sie als Illustratorin und Buchdesignerin tätig war.
Pat Steir leitete von 1965 bis 1969 als künstlerische Direktorin Harper & Row und war Mitarbeiterin der feministischen Magazine Printed Matter, Heresies und Semio-Text.
In den 1970ern arbeitete sie mit Buchstaben, Zahlen, Symbolen und Bildern.
Kontakt hatte Pat Steir zu Sol LeWitt, Lawrence Weiner und anderen konzeptuellen Künstlern. Sie besuchte Agnes Martin 30 Jahre lang jeden Sommer in New Mexico und lernte 1980 John Cage kennen. Zu ihren Bekannten zählt Steir auch Joan Snyder, Mary Heilmann, Robert Mangold, Sylvia Plimack Mangold, Elizabeth Murray und Brice Marden.
Pat Steir reiste mehrfach nach Japan und China und arbeitete in China zusammen mit Kathan Brown und regionalen Druckern an Holzschnitten.
Neben den Wasserfall-Bildern, von denen mehrere auf der documenta IX ausgestellt wurden, arbeitet Steir auch an Installationen.

## Waterfall/Wasserfall (1987–2000)
Die Malereien der Serie Waterfall sind großformatig (bis zu 11 Metern Breite). Auf einer Leiter stehend trägt Steir mit übersättigtem Pinsel flüssige Farbe, Wasser oder Lösungsmittel auf eine an der Wand angebrachte, nicht auf Keilrahmen gespannte Leinwand auf. Durch die nach unten strömenden Flüssigkeiten werden Farbspuren erzeugt, und es entsteht die Illusion eines Wasserfalls oder einer Kaskade. Bekannte Werke sind Sixteen Waterfalls of Dreams (1990), Double Dragon Waterfall (1992) und Winter Sky von (2002).
Steir äußert sich wie folgt zu ihrem Werk: „the paint itself makes the picture…. Gravity makes the image./ Die Farbe selbst macht das Gemälde…. Die Schwerkraft macht das Bild“.

## Sammlungen (Auswahl)
Pat Steirs Werk ist in international renommierten Sammlungen vertreten, wie dem Metropolitan Museum of Art, Museum of Modern Art, Solomon R. Guggenheim Museum und dem Whitney Museum of American Art in New York, der National Gallery of Art, Washington, DC, und der Tate Gallery in London.

## Auszeichnungen (Auswahl)
- 1973 und 1976 National Endowment for the Arts
- 1982 Guggenheim-Stipendium
- 2001 Distinguished Alumni Award Boston University
- 2006 Wahl zum Mitglied (NA) der National Academy of Design[10]
- 2008 Pratt Institute Alumni Achievement Award[11][12]
- 2016 Wahl zum Mitglied der American Academy of Arts and Letters[13]